# 恩斯特·克普夫
恩斯特·克普夫（德語：Ernst Köpf，1940年2月10日—），德国男子冰球运动员。他曾代表德国联队和西德参加1964年、1968年和1976年冬季奥林匹克运动会冰球比赛，其中1976年冬季奥运会获得一枚铜牌。